# Seznam sportovních klubů v Brně
Seznam sportovních klubů v Brně uvádí přehled významných sportovně zaměřených brněnských klubů (aktivních i zaniklých):

### víceodvětvové
- SK Moravská Slavia Brno
- Sokol Brno I.

### americký fotbal
- Brno Alligators – klub amerického fotbalu hrající 2. českou ligu.
- Brno Sígrs – klub amerického fotbalu hrající 2. českou ligu.
- Brno Amazons – ženský klub amerického fotbalu hrající první ligu ČLAF[1]

### atletika
- AC Moravská Slavia Brno

### baseball
- Cardion Hroši Brno – extraligový baseballový klub
- MZLU Express Brno – zaniklý sloučením s Hrochy Brno
- SK Draci Brno – extraligový baseballový sportovní klub

### basketbal
- Basketball Brno – basketbalový klub hrající Kooperativa NBL
- KP Brno – ženský klub Basketbal SK Královo Pole hrající ŽBL
- Basket Žabiny Brno – ženský basketbalový klub hrající ŽBL
- BC Brno
- BK Moravská Slavia Brno
- Brněnský basketbalový klub
- Houseři Brno
- Sokol Královo Pole

### cyklistika
- Armádní sportovní oddíl cyklistiky Dukla Brno
- TJ Favorit Brno

### florbal
- FBŠ Hattrick Brno – 1. liga mužů
- Bulldogs Brno – Extraliga žen a Superliga
- Sokol Brno I. – 1. liga mužů
- Florbal Židenice – Extraliga žen
- Troopers – Národní liga

### fotbal
- ČAFC Židenice 2011
- DSV Brünn (1918–45)
- FC Dosta Bystrc-Kníničky – v letech 2003–10 hrál 3. ligu a jeden rok 2. ligu
- FC LeRK Brno (1910–95)
- FC Sparta Brno
- FC Svratka Brno
- FC Zbrojovka Brno – hraje 2. ligu
- FC Zeman Brno (1995–2000)
- FK FC Žabovřesky
- FK SK Bosonohy
- MSV Brünn (1942–45)
- SK Artis Brno – hraje 2. ligu
- SK Moravská Slavia Brno (zvaný „Morenda“, zal. 1906)
- SK Skarolek (1943–45)
- SK Slatina
- Tatran Kohoutovice
- TJ Rudá hvězda Brno (1952–62)
- FC Slovan Brno
- FC Sparta Brno
- FC Svratka Brno
- TJ Start Brno – hraje 3. ligu
- TJ Tatran Bohunice – hraje 3. ligu
- SK Tuřany
- SK Žebětín

### futsal
- Dino Brno
- Rádio Krokodýl Helas Brno – prvoligový klub

### hokejbal
- HBK Bulldogs Brno – hokejbalový tým
- Eagles Brno – hokejbalový tým, soustředící se především na dětský a mládežnický rozvoj

### jachting
- Yacht Club Lodní Sporty Brno

### lakros
- Brno Ravens LC – mužský i ženský lakrosový klub hrající nejvyšší celostátní soutěž NFLL

### lední hokej
- HC Brno
- HC Kometa Brno – extraligový hokejový klub
- HC Technika Brno – druholigový hokejový klub
- HC Lokomotiva Brno
- HC Rondo Brno
- HC Ytong Brno
- ZJS Zbrojovka Spartak Brno

### národní házená
- 1. NH Brno – mužský klub národní házené hrající 1. ligu
- KNH Moravská Slavia Brno

### orientační běh
- KOS TJ Tesla Brno
- SK Žabovřesky Brno – oddíl orientačního běhu

### plavání
- Plavecký klub Brno – plavecký klub

### ragby
- RC Bystrc – prvoligový ragbyový klub
- RC Dragon Brno – extraligový ragbyový klub
- RA Brno - ragbyová akademie pro mládež

### tenis
- TK Moravská Slavia Brno

### veslování
- VK Lodní Sporty Brno
- ČVK Brno

### volejbal
- VK KP Brno – ženský volejbalový klub hrající extraligu
- VK Moravská Slavia Brno
- Volejbal Brno – mužský volejbalový klub hrající extraligu